# 55844 Bicak
55844 Bicak este o planetă minoră (asteroid) din centura de asteroizi. A fost descoperită pe 12 septembrie 1996 la Catalina Station⁠(d) de Carl W. Hergenrother⁠(d) și a fost numită după Jiří Bičák⁠(d). 
Obiectul prezintă o orbită caracterizată de o semiaxă mare de 1,9249593486177 UAi, o excentricitate de 0,05, o înclinație de 18,4 ° în raport cu ecliptica.